# Danh sách quân chủ Anh
Chế độ quân chủ tại Vương quốc Anh bắt đầu từ Alfred Vĩ đại với danh hiệu Vua của Anglo-Saxons và kết thúc bởi Nữ vương Anne, người đã trở thành Nữ vương Vương quốc Liên hiệp khi Vương quốc Anh và Vương quốc Scotland thành lập liên minh năm 1707.
Một số dẫn chứng cho rằng một số vị vua đã từng đừng đầu vương quốc Anglo-Saxons được coi là các vị vua đầu tiên của vương quốc Anh. Ví dụ Offa, vua của Mercia, và Egbert, vua của Wessex được các nhà văn nổi tiếng coi là những vị vua đầu tiên của vương quốc Anh, nhưng một số nhà sử học không cho rằng như vậy. Vào cuối thế kỷ thứ VIII Offa đã thống trị miền nam nước Anh và qua đời năm 796. Năm 829 Egbert chinh phục Mercia, nhưng không kiểm soát được lâu. Vào cuối thế kỷ thứ IX Wessex đã chi phối vương quốc Anglo-Saxon. Vua của Wessex là Alfred Đại đế là lãnh chúa của phía tây Mercia và đã sử dụng tước hiệu Vua của Angles và Saxons, ông không bao giờ kiểm soát được miền đông và miền bắc Anh. Con trai ông, Edward Trưởng giả đã chinh phạt đông Danelaw, nhưng con trai của Edward, Æthelstan mới là người cai trị toàn bộ vương quốc Anh sau khi chinh phạt Northumbria năm 927, ông được các nhà sử học hiện đại coi là vị vua đầu tiên của vương quốc Anh.
Lãnh địa xứ Wales được sáp nhập vào vương quốc Anh theo Điều lệ Rhuddlan năm 1284, và năm 1301 vua Edward I trao cho con trai cả của mình, vị vua tương lai Edward II tước hiệu Thân vương xứ Wales. Kể từ thời điểm đó, trừ vua Edward III, tất cả con trai cả của vua Anh đều mang tước hiệu này.
Trong thời gian cai trị của Henry VIII của Anh, một Đạo luật của Quốc hội tuyên bố rằng nước Anh là một đế quốc, lãnh đạo bởi Tể tướng và nhà vua sở hữu vinh dự và tài sản hoàng gia như một vị Hoàng đế. Tuy nhiên, điều này không đồng nghĩa với việc lập ra danh hiệu của Hoàng đế của Anh hay Hoàng đế của Vương quốc Anh. Sau khi Nữ vương Elizabeth I qua đời năm 1603 khi không có con cái, vua James VI của Scotland đã được lên ngôi vua vương quốc Anh và đã trở thành James I của Anh. Theo sự tuyên bố hoàng gia, James có tước hiệu "vua của Liên hiệp Anh" (tiếng Anh: King of Great Britain) nhưng không sáp nhập vương quốc tới năm 1707 dưới sự trị vì của nữ vương Anne, xứ Anh đã sáp nhập với Scotland để lập lên vương quốc mới theo luật liên minh năm 1707, vương quốc mới là Vương quốc Liên hiệp Anh. Tước hiệu sau này là Quân vương Vương quốc Liên hiệp Anh.
Chú ý: Danh sách này liệt kê các quốc vương và nữ vương của Vương quốc Anh (England Kingdom), không phải là quốc vương và nữ vương của Vương quốc Liên hiệp Anh và Bắc Ireland (United Kingdom of Great Britain and Northern Ireland), một quốc gia có chủ quyền mà trong đó có 4 quốc gia cấu thành, gồm: Anh, Wales, Scotland, Bắc Ireland.

## Vương tộc Wessex
| Quân chủ                                                                       | Chân dung | Sinh                                          | Kết hôn                                                                          | Mất                          | Cơ sở Lên ngôi                                   |
| ------------------------------------------------------------------------------ | --------- | --------------------------------------------- | -------------------------------------------------------------------------------- | ---------------------------- | ------------------------------------------------ |
| Alfred Alfred Vĩ đại (Vua Wessex từ 871) k. 886 – 26 tháng 10, 899 (13 năm)    |           | 849Con trai của Æthelwulf xứ Wessex và Osburh | Ealhswith xứ Gainsborough 868 5 con                                              | 26 tháng 10, 899 Thọ 50 tuổi | Con trai của Æthelwulf xứ WessexHiệp ước Wedmore |
| Edward Edward Trưởng giả 26 tháng 10, 899 – 17 tháng 7, 924 (24 năm, 266 ngày) |           | k. 874Con trai của Alfred Vĩ đại và Ealhswith | (1) Ecgwynn k. 893 2 con(2) Ælfflæd k. 900 8 con(3) Eadgifu xứ Kent k. 919 4 con | 17 tháng 7, 924 Thọ 50 tuổi  | Con trai của Alfred                              |

|                                                        | Có một số bằng chứng cho rằng Ælfweard của Wessex đã từng làm vua trong 4 tuần vào năm 924, giữa Edward Trưởng giả và anh trai của ông Æthelstan, mặc dù ông không được trao vương miện. Tuy nhiên điều này không nhận được sự chấp nhận của các nhà sử học. Ngoài ra cũng chưa thể xác định Ælfweard tuyên bố là vua của xứ Anh hay chỉ Wessex. Có bằng chứng cho rằng là khi Edward qua đời, Ælfweard tuyên bố là vua của Wessex và Æthelstan của Mercia. \| Quân chủ \| Chân dung \| Sinh \| Kết hôn \| Mất \| Cơ sở Lên ngôi \| \| ------------------------------------------------------------ \| --------- \| ----------------------------------------------------- \| ------------------------ \| -------------------------------- \| ------------------------------ \| \| Ælfweard[5] k. 17 tháng 7, 924 – 2 tháng 8, 924[6] (16 ngày) \| \| k. 901[7]Con trai của Edward Trưởng giả và Ælfflæd[7] \| Không kết hôn? Không con \| 2 tháng 8, 924[4] Thọ 23 tuổi[α] \| Con trai của Edward Trưởng giả \| |                                                 |                          |                            |                                |
| Quân chủ                                               | Chân dung | Sinh                                            | Kết hôn                  | Mất                        | Cơ sở Lên ngôi                 |
| Ælfweard k. 17 tháng 7, 924 – 2 tháng 8, 924 (16 ngày) | | k. 901Con trai của Edward Trưởng giả và Ælfflæd | Không kết hôn? Không con | 2 tháng 8, 924 Thọ 23 tuổi | Con trai của Edward Trưởng giả |

| Quân chủ | Chân dung                                                                    | Sinh                                                         | Kết hôn                                                                 | Mất                                                                              | Cơ sở Lên ngôi                 |
| --- | ---------------------------------------------------------------------------- | ------------------------------------------------------------ | ----------------------------------------------------------------------- | -------------------------------------------------------------------------------- | ------------------------------ |
| Æthelstan Æthelstan Vinh quang 924 Vua của người Anglo-Saxon (924–927) – Vua của người Anh (927–939) 27 tháng 10, 939 (14–15 năm) | Vua Athelstan từ Nhà nguyện Đại học All Souls                                | 894Con trai của Edward Trưởng giả và Ecgwynn                 | Không kết hôn                                                           | 27 tháng 10, 939 Thọ 45 tuổi                                                     | Con trai của Edward Trưởng giả |
| Edmund I Edmund Cao ngạo 27 tháng 10, 939 – 26 tháng 5, 946 (6 năm, 212 ngày)                                                     |                                                                              | k. 921Con trai của Edward Trưởng giả và Eadgifu xứ Kent      | (1) Ælfgifu xứ Shaftesbury 2 con(2) Æthelflæd xứ Damerham 944 Không con | 26 tháng 5, 946 Pucklechurch Bị giết trong một cuộc ẩu đả vào khoảng năm 25 tuổi | Con trai của Edward Trưởng giả |
| Eadred 26 tháng 5, 946 – 23 tháng 11, 955 (9 năm, 182 ngày)                                                                       |                                                                              | k. 923Con trai của Edward Trưởng giả và Eadgifu xứ Kent      | Không kết hôn                                                           | 23 tháng 11, 955 Frome Thọ 32 tuổi                                               | Con trai của Edward Trưởng giả |
| Eadwig Eadwig Công chính 23 tháng 11, 955 – 1 tháng 10, 959 (3 năm, 313 ngày)                                                     | Dòng khắc của Edwy được thực hiện bởi một thợ khắc vô danh                   | k. 940Con trai của Edmund I và Ælfgifu xứ Shaftesbury        | Ælfgifu Không có con được xác minh                                      | 1 tháng 10, 959 Thọ 19 tuổi                                                      | Con trai của Edmund I          |
| Edgar Edgar Hòa bình 1 tháng 10, 959 – 8 tháng 7, 975 (15 năm, 281 ngày)                                                          | Vua Edgar của England                                                        | k. 943 WessexCon trai của Edmund I và Ælfgifu xứ Shaftesbury | (1) Æthelflæd k. 960 1 con(2) Ælfthryth k. 964 2 con                    | 8 tháng 7, 975 Winchester Thọ 31 tuổi                                            | Con trai của Edmund I          |
| Edward Edward Tuẫn đạo 8 tháng 7, 975 – 18 tháng 3, 978 (2 năm, 254 ngày)                                                         | Thánh Edward Tuẫn đạo                                                        | k. 962Con trai của Edgar Hòa bình và Æthelflæd               | Không kết hôn                                                           | 18 tháng 3, 978 Lâu đài Corfe Bị ám sát vào khoảng năm 16 tuổi                   | Con trai của Edgar Hòa bình    |
| (Trị vì lần đầu) Æthelred Æthelred Bất tài 18 tháng 3, 978 – 1013 (34–35 năm)                                                     | Hình ảnh của Æthelred với một thanh kiếm ngoại cỡ từ "Biên niên sử Abingdon" | k. 966Con trai của Edgar Hòa bình và Ælfthryth               | (1) Ælfgifu xứ York 991 9 con(2) Emma xứ Normandie 1002 3 con           | 23 tháng 4, 1016 London Thọ 48 tuổi                                              | Con trai của Edgar Hòa bình    |

## Vương tộc Đan Mạch
Xứ Anh nằm dưới sự kiểm soát của Sweyn Forkbeard, một vị vua Đan Mạch, sau một cuộc xâm lược vào năm 1013, trong đó Æthelred bỏ ngai vàng và sống lưu vong ở Normandy. 
| Quân chủ                                                            | Chân dung                                                                          | Sinh                                                                    | Kết hôn                                                              | Mất                                      | Cơ sở Lên ngôi                                         |
| ------------------------------------------------------------------- | ---------------------------------------------------------------------------------- | ----------------------------------------------------------------------- | -------------------------------------------------------------------- | ---------------------------------------- | ------------------------------------------------------ |
| Sweyn Sweyn Forkbeard 25 tháng 12, 1013 – 3 tháng 2, 1014 (41 ngày) | Sweyn Forkbeard, từ một phần kiến trúc trong Tòa Thị chính Swansea, Swansea, Wales | 17 April 963 Đan MạchCon trai của Harald Bluetooth và Tove hoặc Gunhild | (1) Gunhild xứ Wenden k. 990 7 con(2) Sigrid Kiêu căng k. 1000 1 con | 3 tháng 2, 1014 Gainsborough Thọ 50 tuổi | Quyền Chinh phạt (chắt của một vị vua của Northumbria) |

## Vương tộc Wessex (phục tịch lần 1)
Sau cái chết của Sweyn Forkbeard, Æthelred đang sống lưu vong và một lần nữa lên ngôi vào ngày 3 tháng 2, 1014. Con trai ông kế nhiệm ông sau khi được bầu làm vua bởi công chúng của Luân Đôn và một phần của Hội đồng cố vấn Witan, bất chấp những nỗ lực không ngừng của người Đan Mạch nhằm giành lấy vương miện từ tay người Tây Saxon. 
| Quân chủ                                                                                     | Chân dung                                                                       | Sinh                                           | Kết hôn                                                       | Mất                                       | Cơ sở Lên ngôi              |
| -------------------------------------------------------------------------------------------- | ------------------------------------------------------------------------------- | ---------------------------------------------- | ------------------------------------------------------------- | ----------------------------------------- | --------------------------- |
| (Trị vì lần 2) Æthelred Æthelred Bất tài 3 tháng 2, 1014 – 23 tháng 4, 1016 (2 năm, 81 ngày) | Hình ảnh của Æthelred II với một thanh kiếm ngoại cỡ từ "Biên niên sử Abingdon" | k. 966Con trai của Edgar Hòa bình và Ælfthryth | (1) Ælfgifu xứ York 991 9 con(2) Emma xứ Normandie 1002 3 con | 23 tháng 4, 1016 London Thọ 48 tuổi       | Con trai của Edgar Hòa bình |
| Edmund II Edmund Phi thường 23 tháng 4, 1016 – 30 tháng 11, 1016 (222 ngày)                  | Edmund Phi thường                                                               | k. 990Con trai của Æthelred và Ælfgifu xứ York | Edith xứ Đông Anglia 2 con                                    | 30 tháng 11, 1016 Glastonbury Thọ 26 tuổi | Con trai của Æthelred       |

## Vương tộc Đan Mạch (phục tịch)
Sau trận chiến Assandun ngày 18 tháng 10, 1016, Edmund II đã ký hiệp ước với Cnut trong đó tất cả xứ Anh trừ vùng Wessex sẽ được kiểm soát bởi Cnut. Sau cái chết của Edmund ngày 30 tháng 11, 1016, Cnut cai trị vương quốc Anh với tư cách là vị vua duy nhất trong hơn 19 năm sau đó.
| Quân chủ                                                                        | Chân dung | Sinh                                                      | Kết hôn                                                         | Mất                                       | Cơ sở Lên ngôi                       |
| ------------------------------------------------------------------------------- | --------- | --------------------------------------------------------- | --------------------------------------------------------------- | ----------------------------------------- | ------------------------------------ |
| Cnut Cnut Vĩ đại 18 tháng 10, 1016 – 12 tháng 11, 1035 (19 năm, 26 ngày)        |           | k. 995Con trai của Sweyn Forkbeard và Gunhilda của Ba Lan | (1) Ælfgifu xứ Northampton 2 con(2) Emma xứ Normandy 1017 2 con | 12 tháng 11, 1035 Shaftesbury Thọ 40 tuổi | Con trai của SweynHiệp ước Deerhurst |
| Harold I Harold Harefoot 12 tháng 11, 1035 – 17 tháng 3, 1040 (4 năm, 127 ngày) |           | k. 1016Con trai của Cnut Vĩ đại và Ælfgifu xứ Northampton | Ælfgifu? 1 con?                                                 | 17 tháng 3, 1040 Oxford Thọ 24 tuổi       | Con trai của Cnut Vĩ đại             |
| Harthacnut 17 tháng 3, 1040 – 8 tháng 6, 1042 (2 năm, 84 ngày)                  |           | 1018Con trai của Cnut Vĩ đại và Emma xứ Normandie         | Không kết hôn                                                   | 8 tháng 6, 1042 Lambeth Thọ 24 tuổi       | Con trai của Cnut Vĩ đại             |

## Vương tộc Wessex (phục tịch lần 2)
Sau Harthacnut, người Anglo-Saxon trở lại ngai vàng trong giai đoạn ngắn từ 1042 đến 1066.
| Quân chủ                                                                                    | Chân dung | Sinh                                                    | Kết hôn                                    | Mất                                               | Cơ sở Lên ngôi        |
| ------------------------------------------------------------------------------------------- | --------- | ------------------------------------------------------- | ------------------------------------------ | ------------------------------------------------- | --------------------- |
| Edward Edward Người Tuyên xưng Đức tin 8 tháng 6, 1042 – 5 tháng 1, 1066 (23 năm, 212 ngày) |           | k. 1003 IslipCon trai của Æthelred và Emma xứ Normandie | Edith xứ Wessex 23 tháng 1, 1045 Không con | 5 tháng 1, 1066 Cung điện Westminster Thọ 63 tuổi | Con trai của Æthelred |

## Vương tộc Godwin
| Quân chủ                                                                  | Chân dung | Sinh                                                         | Kết hôn                                             | Mất                                                                | Cơ sở Lên ngôi                                                                        |
| ------------------------------------------------------------------------- | --------- | ------------------------------------------------------------ | --------------------------------------------------- | ------------------------------------------------------------------ | ------------------------------------------------------------------------------------- |
| Harold II Harold Godwinson 6 tháng 1, 1066 – 14 tháng 10, 1066 (282 ngày) |           | k. 1022Con trai của Godwin xứ Wessex và Gytha Thorkelsdóttir | (1) Edith Swannesha 5 con(2) Ealdgyth k. 1064 2 con | 14 tháng 10, 1066 Hastings Tử trận trong Trận Hastings năm 44 tuổi | Được chọn làm người Kế vị bởi Edward Người Tuyên xưng Đức tinTuyển cử bởi Witenagemot |

|                                                                                     | Sau khi Vua Harold bị giết trong Trận Hastings, Witan đã bầu Edgar Ætheling làm vua, nhưng sau đó người Norman đã kiểm soát đất nước và Edgar không bao giờ thực sự cai trị. Ông sau cùng quy phục William I. \| Quân chủ \| Chân dung \| Sinh \| Kết hôn \| Mất \| Cơ sở Lên ngôi \| \| ---------------------------------------------------------------------------------------------- \| --------- \| ------------------------------------------- \| ---------------------------- \| ------------------------- \| ----------------------------------------------- \| \| (Tranh cãi) Edgar II[26][27] Edgar Ætheling 15 tháng 10, 1066 – 17 tháng 12, 1066[c] (64 ngày) \| \| k. 1051Con trai của Edward Đày ải và Agatha \| Hôn nhân không được biết đến \| 1125 hoặ 1126 Thọ 75 tuổi \| Cháu trai của Edmund IITuyển cử bởi Witenagemot \| |                                             |                              |                           |                                                 |
| Quân chủ                                                                            | Chân dung | Sinh                                        | Kết hôn                      | Mất                       | Cơ sở Lên ngôi                                  |
| (Tranh cãi) Edgar II Edgar Ætheling 15 tháng 10, 1066 – 17 tháng 12, 1066 (64 ngày) | | k. 1051Con trai của Edward Đày ải và Agatha | Hôn nhân không được biết đến | 1125 hoặ 1126 Thọ 75 tuổi | Cháu trai của Edmund IITuyển cử bởi Witenagemot |

## Vương tộc Normandy
Năm 1066, một số nhân vật nổi lên để tranh giành ngai vàng Anh. Trong số họ có Harold Godwinson (được Hội đồng cố vấn Witenagemot sau cái chết của Edward Người Tuyên xưng Đức tin), Vua Harald Hardrada của Na Uy (người tuyên bố mình là người kế vị hợp pháp của Harthacnut) và William II, Công tước xứ Normandy (một chư hầu của Vua Pháp, cháu của Edward Người Tuyên xưng Đức tin). Harald và William đều lên kế hoạch xâm lược nước Anh một cách riêng biệt vào năm 1066. Godwinson đã thành công đẩy lùi cuộc xâm lược của Hardrada, nhưng cuối cùng đã mất ngai vàng vào tay William trong Cuộc xâm lược Anh của người Norman.

Sau Trận Hastings vào ngày 14 tháng 10, 1066, William I chuyển vĩnh viễn thủ đô từ Winchester tới London. Sau khi Harold Godwinson tử trận ở Hastings, Hội đồng người Anglo-Saxon, Witenagemot bầu lên Edgar Ætheling, con trai của Edward Đày ải và cháu trai của Edmund II, làm vua. Vị vua trẻ đã không thể kháng cự quân xâm lược và chưa bao giờ đăng quang. William sau đó đăng quang và trở thành Vua William I của Anh vào ngày Giáng sinh năm 1066, tại Tu viện Westminster.
| Quân chủ                                                                                | Chân dung                                            | Sinh                                                             | Kết hôn | Mất                                                                | Cơ sở Lên ngôi |
| --------------------------------------------------------------------------------------- | ---------------------------------------------------- | ---------------------------------------------------------------- | --- | ------------------------------------------------------------------ | --- |
| William I William Nhà chinh phạt 25 tháng 12, 1066 – 9 tháng 9, 1087 (20 năm, 259 ngày) | William Nhà chinh phạt minh hoạ trong Bản thảo Stowe | k. 1028 Lâu đài FalaiseCon trai của Robert Cao ngạo và Herleva   | Matilda xứ Flanders Normandy 1053 9 con                                                                                               | 9 tháng 9, 1087 Rouen Thọ 59 tuổi                                  | Được chọn làm người Kế vị bởi Edward Người Tuyên xưng Đức tinCháu của Edward Người Tuyên xưng Đức tinQuyền Chinh phạt                              |
| William II William Rufus 26 tháng 9, 1087 – 2 tháng 8, 1100 (12 năm, 311 ngày)          | William Rufus được biểu thị trong Bản thảo Stowe     | k. 1056 NormandyCon trai của William I và Matilda xứ Flanders    | Không kết hôn | 2 tháng 8, 1100 New Forest Bị bắn chết bởi một mũi tên năm 44 tuổi | Con trai của William IĐược trao Vương quốc Anh thay vì anh trai là [[Robert II xứ Normandie Robert Curthose]] (người sẽ làm Công tước xứ Normandy) |
| Henry I Henry Beauclerc 5 tháng 8, 1100 – 1 tháng 12, 1135 (35 năm, 119 ngày)           | Henry I                                              | Tháng 9, 1068 SelbyCon trai của William I và Matilda xứ Flanders | (1) Matilda của Scotland Tu viện Westminster 11 tháng 11, 1100 2 con(2) Adeliza xứ Louvain Lâu đài Windsor 29 tháng 1, 1121 Không con | 1 tháng 12, 1135 Saint-Denis-en-Lyons Thọ 67 tuổi                  | Con trai của William ISoán ngôi (từ Robert Curthose)                                                                                               |

## Vương tộc Blois
Henry I không có người Kế vị hợp pháp là nam giới vì con trai của ông, William Adelin, đã chết trong thảm họa Con tàu trắng năm 1120. Điều này đã chấm dứt dòng dõi trực tiếp của các vị vua Norman ở Anh. Henry chọn con gái lớn của mình, Matilda (hay Bá tước phu nhân xứ Anjou sau cuộc hôn nhân thứ hai với Geoffrey Plantagenet, Bá tước Anjou và Hoàng hậu qua cuộc hôn nhân đầu tiên với Heinrich V của Thánh chế La Mã), với tư cách là người Kế vị của ông. Trước khi chọn Matilda làm người Kế vị, ông đã đàm phán để chọn cháu trai của mình Stephen của Blois làm người Kế vị của mình. Khi Henry qua đời, Stephen đến Anh, và trong một cuộc binh biến, chính ông đã lên ngôi thay cho Matilda. Khoảng thời gian sau đó được gọi là Thời kỳ Hỗn loạn (The Anarchy) - một cuộc nội chiến kéo dài hơn hai thập kỷ.
| Quân chủ                                                                          | Chân dung | Sinh                                                               | Kết hôn                                    | Mất                                         | Cơ sở Lên ngôi                              |
| --------------------------------------------------------------------------------- | --------- | ------------------------------------------------------------------ | ------------------------------------------ | ------------------------------------------- | ------------------------------------------- |
| Stephen Stephen xứ Blois 22 tháng 12, 1135 – 25 tháng 10, 1154 (18 năm, 308 ngày) | Stephen   | k. 1096 BloisCon trai của Stephen II xứ Blois và Adela xứ Normandy | Matilda xứ Boulogne Westminster 1125 6 con | 25 tháng 10, 1154 Lâu đài Dover Thọ 58 tuổi | Cháu trai của William ITuyển cử / soán ngôi |

|                                                                         | Matilda được tuyên bố là người kế vị giả định bởi cha bà, Henry I, sau cái chết của anh trai mình trên Con tàu Trắng, và được công nhận bởi các nam tước. Sau cái chết của Henry I, ngai vàng đã bị em họ của Matilda, Stephen xứ Blois, soán vị. Trong suốt Thời kỳ Hỗn loạn sau đó, Matilda kiểm soát xứ Anh trong vài tháng năm 1141. Bà là người phụ nữ đầu tiên làm vậy, nhưng chưa bao giờ đăng quang và hiếm khi được coi là một vị quân chủ chính thống xứ Anh. \| Quân chủ \| Chân dung \| Sinh \| Kết hôn \| Mất \| Cơ sở Lên ngôi \| \| ------------------------------------------------------------------------------- \| --------- \| ------------------------------------------------------------------------- \| -------------------------------------------------------------------------------------------------------------------------------- \| ---------------------------------- \| ---------------------------- \| \| Matilda[32][33] Hoàng hậu Matilda 7 tháng 4, 1141 – 1 tháng 11, 1141 (209 ngày) \| \| 7 tháng 2, 1102 Sutton CourtenayCon gái của Henry I và Edith của Scotland \| (1) Heinrich V của Thánh chế La Mã Mainz 6 tháng 1, 1114 Không con(2) Geoffroy V xứ Anjou Nhà thờ Le Mans 22 tháng 5, 1128 3 con \| 10 tháng 9, 1167 Rouen Thọ 65 tuổi \| Con gái của Henry ISoán ngôi \| Bá tước Eustace IV xứ Boulogne (k. 1130 – 17 tháng 8, 1153) được chọn làm đồng quân vương của xứ Anhbởi cha ông, Vua Stephen, vào ngày 6 tháng 4, 1152, để đảm bảo người thừa kế cho ngai vàng của ông (theo một phong tục ở Pháp, không phải ở Anh). Giáo hoàng và Giáo hội đã không đồng ý với điều này, và Eustace chưa bao giờ đăng quang. Eustace mất vào năm sau lúc 23 tuổi trước cả cha mình, và vì thế chưa bao giờ trở thành vua để tự trị vì. |                                                                           | |                                    |                              |
| Quân chủ                                                                | Chân dung | Sinh                                                                      | Kết hôn | Mất                                | Cơ sở Lên ngôi               |
| Matilda Hoàng hậu Matilda 7 tháng 4, 1141 – 1 tháng 11, 1141 (209 ngày) | Matilda | 7 tháng 2, 1102 Sutton CourtenayCon gái của Henry I và Edith của Scotland | (1) Heinrich V của Thánh chế La Mã Mainz 6 tháng 1, 1114 Không con(2) Geoffroy V xứ Anjou Nhà thờ Le Mans 22 tháng 5, 1128 3 con | 10 tháng 9, 1167 Rouen Thọ 65 tuổi | Con gái của Henry ISoán ngôi |

## Vương tộc Anjou/Plantagenet
Vua Stephen đã đi đến một thỏa thuận với Matilda vào tháng 11 năm 1153 với việc ký kết Hiệp ước Wallingford, trong đó Stephen công nhận Henry, con trai của Matilda và người chồng thứ hai của bà Geoffrey Plantagenet xứ Anjou, với tư cách là người Kế vị của mình. Gia tộc có nguồn gốc từ cuộc hôn nhân của Matilda và Geoffrey được biết đến rộng rãi với hai cái tên, Vương tộc Anjou (theo tước hiệu Bá tước xứ Anjou của Geoffrey) và Vương tộc Plantagenet, theo biệt hiệu của ông. Trên thực tế, các quốc vương từ Henry II đến Richard II đều thuộc dòng dõi phụ hệ chính từ Geoffrey, tức là cùng chung một Vương tộc. Tuy nhiên, các sử gia hiện đại thường coi các quốc vương từ Henry II đến John thuộc về vương tộc Anjou, khi họ vẫn cai trị Đế chế Angevin, trong khi các quốc vương từ Henry III đến Richard II thuộc về vương tộc Plantagenet, khi Đế chế Angevin đã sụp đổ. Các quốc vương sau đó, dù vẫn là các dòng phụ hệ thứ của Vương tộc Anjou và Plantagenet, được gọi là Vương tộc Lancaster và Vương tộc York trong Chiến tranh Hoa Hồng.
Các quốc vương thuộc Vương tộc Anjou, thường được gọi là người Angevin (tiếng Pháp có nghĩa là "từ Anjou") cai trị Đế chế Angevin trong thế kỷ 12 và 13, một khu vực trải dài từ dãy núi Pyrenees đến Ireland. Họ không coi xứ Anh là quê hương chính của mình cho đến khi hầu hết các lãnh thổ trên lục địa của họ bị mất vào tay các thế lực khác dưới thời Vua John. Người Angevin đã bắt đầu sử dụng Vương huy Vương thất Anh, thường biểu thị biểu tượng của các vương quốc do họ hoặc những người kế vị nắm giữ hoặc tuyên bố chủ quyền, mặc dù không có biểu tượng của Ireland trong một thời gian khá dài. Dieu et mon droit lần đầu tiên được sử dụng làm phương châm bởi Richard I vào năm 1198 tại Trận chiến Gisors, nơi ông đánh bại lực lượng của Philippe II của Pháp. Nó thường được sử dụng như châm ngôn của các quốc vương Anh kể từ khi được thông qua bởi Edward III.
| Henry II Henry Curtmantle 19 tháng 12, 1154 – 6 tháng 7, 1189 (34 năm, 200 ngày) | Henry II                                             | Vương huy xứ Anh (1154-1189)                                                      | 5 tháng 3, 1133 Le MansCon trai của Geoffroy V xứ Anjou và Matilda của Anh                                                                 | Aliénor xứ Aquitaine Nhà thờ Bordeaux 18 tháng 5, 1152 8 con | 6 tháng 7, 1189 Chinon Thọ 56 tuổi                            | Cháu trai của Henry IHiệp ước Wallingford |
| Henry II chọn con trai mình, Henry Vua trẻ (1155–1183), làm đồng quân vương với ông nhưng đây vốn là một phong tục của người Norman trong việc chọn ra người kế vị, và Henry Vua trẻ đã không thể sống lâu hơn cha mình để kế vị ông và trở thành vị vua tự trị vì, nên ông không được tính là một quân chủ chính thống. |                                                      |                                                                                   | |                                                              |                                                               |                                           |
| Richard I Richard Trái tim Sư tử 3 tháng 9, 1189 – 6 tháng 4, 1199 (9 năm, 216 ngày) | Richard Trái tim Sư tử trong một bản mã từ thế kỷ 12 |                                                                                   | 8 tháng 9, 1157 Cung điện BeaumontCon trai của Henry II và Aliénor xứ Aquitaine                                                            | Berenguela của Navarra Limassol 12 tháng 5, 1191 Không con   | 6 tháng 4, 1199 Châlus Bị bắn chết bởi một tia nỏ năm 41 tuổi | Con trai của Henry IIQuyền Kế vị          |
| John John Thiếu đất 27 tháng 5, 1199 – 19 tháng 10, 1216 (17 năm, 146 ngày) | Vua John                                             | 24 tháng 12, 1166 Cung điện BeaumontCon trai của Henry II và Aliénor xứ Aquitaine | (1) Isabel xứ Gloucester Lâu đài Marlborough 29 tháng 8, 1189 Không con(2) Isabelle I xứ Angoulême Nhà thờ Bordeaux 24 tháng 8, 1200 5 con | 19 tháng 10, 1216 Newark-on-Trent Thọ 49 tuổi                | Con trai của Henry IIĐề cửQuan hệ Máu mủ                      |                                           |

|                                                                        | Vị vua tương lai Louis VIII của Pháp đã nhanh chóng chiếm được 2/3 xứ Anh từ tháng 5 năm 1216 đến tháng 9 năm 1217 vào lúc kết thúc Chiến tranh Nam tước lần thứ nhất chống lại Vua John. Vương tử Louis khi đó đã đổ bộ lên Đảo Thanet, ngoài khơi bờ biển phía bắc Kent, vào ngày 21 tháng 5 năm 1216, và ít nhiều hành quân đến London, nơi các con phố tràn ngập những đám đông cổ vũ. Tại một buổi lễ trọng đại ở Nhà thờ Thánh Paul, vào ngày 2 tháng 6 năm 1216, trước sự chứng kiến của nhiều giáo sĩ và quý tộc xứ Anh, Thị trưởng London và vua Alexander II của Scotland, Vương tử Louis tuyên bố bản thân là Vua Louis của Anh (mặc dù không đăng quang). Trong vòng chưa đầy một tháng, "Vua Louis" đã kiểm soát hơn một nửa đất nước và nhận được sự ủng hộ của hai phần ba các nam tước. Tuy nhiên, ông đã phải chịu thất bại quân sự dưới tay hạm đội xứ Anh. Khi ký Hiệp ước Lambeth vào tháng 9 năm 1217, Louis chấp nhận một số điều khoản và đồng ý rằng ông chưa bao giờ là vị vua hợp pháp của xứ Anh. "Vua Louis" vẫn là một trong những vị vua ít được biết đến nhất đã cai trị một phần đáng kể xứ Anh. \| Quân chủ \| Chân dung \| Vương huy \| Sinh \| Kết hôn \| Mất \| Cơ sở Lên ngôi \| \| -------------------------------------------------------------------------- \| --------- \| --------- \| ------------------------------------------------------------------------------- \| ---------------------------------------------------- \| ---------------------------------------- \| --------------------------------------------- \| \| Louis[42] Louis Sư tử 2 tháng 6, 1216 – 20 tháng 9, 1217 (1 năm, 111 ngày) \| \| \| 5 tháng 9, 1187 ParisCon trai của Philippe II of France và Isabella xứ Hainault \| Blanche xứ Castile Port-Mort 23 tháng 5, 1200 13 con \| 8 tháng 11, 1226 Montpensier Thọ 39 tuổi \| Quyền Chinh phạtĐược suy tôn bởi các Nam tước \| |           |                                                                                 |                                                      |                                          |                                               |
| Quân chủ                                                               | Chân dung | Vương huy | Sinh                                                                            | Kết hôn                                              | Mất                                      | Cơ sở Lên ngôi                                |
| Louis Louis Sư tử 2 tháng 6, 1216 – 20 tháng 9, 1217 (1 năm, 111 ngày) | |           | 5 tháng 9, 1187 ParisCon trai của Philippe II of France và Isabella xứ Hainault | Blanche xứ Castile Port-Mort 23 tháng 5, 1200 13 con | 8 tháng 11, 1226 Montpensier Thọ 39 tuổi | Quyền Chinh phạtĐược suy tôn bởi các Nam tước |

## Vương tộc Plantagenet
Vương tộc Plantagenet lấy tên từ Geoffrey Plantagenet xứ Anjou, chồng của Matilda và cha của Henry II. Cái tên Plantagenet không được biết đến là một họ đến tận khi Richard xứ York lấy nó làm họ của mình vào thế kỷ 15. Kể từ đó, nó đã được áp dụng làm tên cho vương tộc cho các quốc vương xứ Anh từ Henry II trở đi. Tuy nhiên, các sử gia hiện đại thường coi Henry II và các con trai của ông là thành viên của Vương tộc Anjou, hay Angevin nhờ đế chế lục địa rộng lớn của mình, và hầu hết các vị vua Angevin trước John đã dành nhiều thời gian ở các thuộc địa lục địa của họ hơn là ở xứ Anh.

Kể từ Henry III, sau khi mất hầu hết đất trên lục địa, các vị vua Plantagenet đã giành nhiều thời gian ở Anh hơn. Các vương tộc Lancaster và York đều là các nhánh thứ của vương tộc Plantagenet.
| Quân chủ                                                                                      | Chân dung        | Vương huy                                                                            | Sinh | Kết hôn                                                                                                | Mất                                                 | Cơ sở Lên ngôi                    |
| --------------------------------------------------------------------------------------------- | ---------------- | ------------------------------------------------------------------------------------ | --- | --- | --------------------------------------------------- | --------------------------------- |
| Henry III Henry xứ Winchester 28 tháng 10, 1216 – 16 tháng 11, 1272 (56 năm, 20 ngày)         | Henry III        |                                                                                      | 1 tháng 10, 1207 Lâu đài WinchesterCon trai của John và Isabelle I xứ Angoulême                                                                    | Éléonore xứ Provence Nhà thờ Canterbury 14 tháng 1, 1236 5 con                                         | 16 tháng 11, 1272 Cung điện Westminster Thọ 65 tuổi | Con trai của JohnQuyền Kế vị      |
| Edward I Edward Chân dài 20 tháng 11, 1272 – 7 tháng 7, 1307 (34 năm, 230 ngày)               | Edward I của Anh | 17 tháng 6, 1239 Cung điện WestminsterCon trai của Henry III và Éléonore xứ Provence | (1) Leonor của Castilla Tu viện Santa María la Real de Las Huelgas 18 tháng 10, 1254 16 con(2) Margaret của Pháp Canterbury 10 tháng 9, 1299 3 con | 7 tháng 7, 1307 Burgh by Sands Thọ 68 tuổi                                                             | Con trai của Henry IIIQuyền Kế vị                   |                                   |
| Edward II Edward xứ Caernarfon 8 tháng 7, 1307 – thoái vị 20 tháng 1, 1327 (19 năm, 197 ngày) |                  | 25 tháng 4, 1284 Lâu đài CaernarfonCon trai của Edward I và Leonor của Castilla      | Isabelle của Pháp và Navarra Nhà thờ Boulogne 24 tháng 1, 1308 4 con                                                                               | 21 tháng 9, 1327 Lâu đài Berkeley Bị ám sát vào năm 43 tuổi                                            | Con trai của Edward IQuyền Kế vị                    |                                   |
| Edward III Edward xứ Windsor 25 tháng 1, 1327 – 21 tháng 6, 1377 (50 năm, 148 ngày)           |                  | đến 1340, 1360–1369 1340–1360, từ 1369                                               | 13 tháng 11, 1312 Lâu đài WindsorCon trai của Edward II và Isabelle của Pháp và Navarra                                                            | Philippa xứ Hainault Nhà thờ York 25 tháng 1, 1328 14 con                                              | 21 tháng 6, 1377 Cung điện Sheen Thọ 64 tuổi        | Con trai của Edward IIQuyền Kế vị |
| Richard II Richard xứ Bordeaux 22 tháng 6, 1377 – 29 tháng 9, 1399 (22 năm, 100 ngày)         |                  |                                                                                      | 6 tháng 1, 1367 BordeauxCon trai của Edward Hắc Vương tử và Joan xứ Kent                                                                           | (1) Anne của Bohemia 14 tháng 1, 1382 Không con(2) Isabelle của Pháp Calais 4 tháng 11, 1396 Không con | 14 tháng 2, 1400 Lâu đài Pontefract Thọ 33 tuổi     | Cháu trai Edward IIIQuyền Kế vị   |

### Vương tộc Lancaster
Vương tộc Lancaster có nguồn gốc từ con trai thứ ba còn sống của Edward III, John xứ Gaunt. Henry IV soán ngôi Richard II (và cũng thay thế vị trí kế vị ngai vàng của Edmund Mortimer (khi ấy 7 tuổi), một hậu duệ của con trai thứ hai của Edward III, Lionel xứ Antwerp).
| Quân chủ                                                                             | Chân dung | Vương huy        | Sinh                                                                                   | Kết hôn | Mất                                                              | Cơ sở Lên ngôi                                  |
| ------------------------------------------------------------------------------------ | --------- | ---------------- | -------------------------------------------------------------------------------------- | --- | ---------------------------------------------------------------- | ----------------------------------------------- |
| Henry IV Henry xứ Bolingbroke 30 tháng 9, 1399 – 20 tháng 3, 1413 (13 năm, 172 ngày) | Henry IV  | đến 1406 từ 1406 | k. Tháng 4, 1367 Lâu đài BolingbrokeCon trai của John xứ Gaunt và Blanche xứ Lancaster | (1) Mary xứ Bohun Lâu đài Arundel 27 tháng 7, 1380 6 con(2) Juana của Navarra Nhà thờ Winchester 7 tháng 2, 1403 Không con | 20 tháng 3, 1413 Tu viện Westminster Thọ 45 tuổi                 | Cháu trai / Người Kế vị của Edward IIISoán ngôi |
| Henry V Henry xứ Monmouth 21 tháng 3, 1413 – 31 tháng 8, 1422 (9 năm, 164 ngày)      | Henry V   |                  | 16 tháng 9, 1386 Lâu đài MonmouthCon trai của Henry IV và Mary xứ Bohun                | Catherine của Pháp Nhà thờ Troyes 2 tháng 6, 1420 1 con                                                                    | 31 tháng 8, 1422 Lâu đài Vincennes Thọ 35 tuổi                   | Con trai của Henry IVQuyền Kế vị Phụ hệ         |
| (Trị vì lần đầu) Henry VI 1 tháng 9, 1422 – 4 tháng 3, 1461 (38 năm, 185 ngày)       | Henry VI  |                  | 6 tháng 12, 1421 Lâu đài WindsorCon trai của Henry V và Catherine của Pháp             | Margaret xứ Anjou Tu viện Titchfield 22 tháng 4, 1445 1 con                                                                | 21 tháng 5, 1471 Tháp Luân Đôn Được cho là bị ám sát năm 49 tuổi | Con trai của Henry VQuyền Kế vị Phụ hệ          |

### Vương tộc York
Vương tộc York tuyên bố quyền thừa kế ngai vàng với nguồn gốc từ con trai thứ hai còn sống của Edward III, Lionel xứ Antwerp, nhưng nó thừa hưởng cái tên của mình từ người con trai thứ tư còn sống của Edward, Edmund xứ Langley, Duke of York đầu tiên.

Chiến tranh Hoa Hồng (1455–1485) chứng kiến ngai vàng được chuyển qua lại giữa hai vương tộc đối thủ của nhau, Lancaster và York. 
| Quân chủ                                                                        | Chân dung | Vương huy | Sinh                                                                 | Kết hôn                                                  | Mất                                               | Cơ sở Lên ngôi                                                 |
| ------------------------------------------------------------------------------- | --------- | --------- | -------------------------------------------------------------------- | -------------------------------------------------------- | ------------------------------------------------- | -------------------------------------------------------------- |
| (Trị vì lần đầu) Edward IV 4 tháng 3, 1461 – 3 tháng 10, 1470 (9 năm, 214 ngày) | Edward IV |           | 28 tháng 4, 1442 RouenCon trai của Richard xứ York và Cecily Neville | Elizabeth Woodville Grafton Regis 1 tháng 5, 1464 10 con | 9 tháng 4, 1483 Cung điện Westminster Thọ 40 tuổi | Chút trai / Người Kế vị của Edward IIISoán ngôiĐạo luật Accord |

### Vương tộc Lancaster (phục tịch)
| Quân chủ                                                                 | Chân dung | Vương huy | Sinh                                                                       | Kết hôn                                                     | Mất                                                              | Cơ sở Lên ngôi                |
| ------------------------------------------------------------------------ | --------- | --------- | -------------------------------------------------------------------------- | ----------------------------------------------------------- | ---------------------------------------------------------------- | ----------------------------- |
| (Trị vì lần hai) Henry VI 3 tháng 10, 1470 – 11 tháng 4, 1471 (191 ngày) | Henry VI  |           | 6 tháng 12, 1421 Lâu đài WindsorCon trai của Henry V và Catherine của Pháp | Margaret xứ Anjou Tu viện Titchfield 22 tháng 4, 1445 1 con | 21 tháng 5, 1471 Tháp Luân Đôn Được cho là bị ám sát năm 49 tuổi | Con trai của Henry VSoán ngôi |

### Vương tộc York (phục tịch)
| Quân chủ                                                                         | Chân dung   | Vương huy                                                                           | Sinh                                                                 | Kết hôn                                                             | Mất                                               | Cơ sở Lên ngôi                                                 |
| -------------------------------------------------------------------------------- | ----------- | ----------------------------------------------------------------------------------- | -------------------------------------------------------------------- | ------------------------------------------------------------------- | ------------------------------------------------- | -------------------------------------------------------------- |
| (Trị vì lần hai) Edward IV 11 tháng 4, 1471 – 9 tháng 4, 1483 (11 năm, 364 ngày) | Edward IV   |                                                                                     | 28 tháng 4, 1442 RouenCon trai của Richard xứ York và Cecily Neville | Elizabeth Woodville Grafton Regis 1 tháng 5, 1464 10 con            | 9 tháng 4, 1483 Cung điện Westminster Thọ 40 tuổi | Chút trai / Người Kế vị của Edward IIISoán ngôiĐạo luật Accord |
| Edward V 9 tháng 4, 1483 – 25 tháng 6, 1483 (78 ngày)                            | Edward V    | 2 tháng 11, 1470 WestminsterCon trai của Edward IV và Elizabeth Woodville           | Không kết hôn                                                        | Biến mất vào giữa năm 1483 London Được cho là bị ám sát năm 12 tuổi | Con trai của Edward IVQuyền Kế vị                 |                                                                |
| Richard III 26 tháng 6, 1483 – 22 tháng 8, 1485 (2 năm, 58 ngày)                 | Richard III | 2 tháng 10, 1452 Lâu đài FotheringhayCon trai của Richard xứ York và Cecily Neville | Anne Neville Tu viện Westminster 12 tháng 7, 1472 1 con              | 22 tháng 8, 1485 Trận Bosworth Tử trận năm 32 tuổi                  | Chút trai của Edward IIITitulus Regius            |                                                                |

## Vương tộc Tudor
Vương tộc Tudors có nguồn gốc theo mẫu hệ từ John Beaufort, một trong những người con ngoài giá thú của John of Gaunt (người con trai thứ ba còn sống của Edward III), với tình nhân lâu năm của Gaunt Katherine Swynford. Hậu duệ của những người con ngoài giá thú của các vị vua xứ Anh sẽ không có quyền kế vị ngai vàng, nhưng tình hình trở nên phức tạp hơn khi Gaunt và Swynford cuối cùng đã kết hôn vào năm 1396 (25 năm sau khi John Beaufort ra đời). Về cuộc hôn nhân này, Giáo hội đã tuyên bố nhà Beaufort được hợp pháp hóa thông qua một sắc lệnh của giáo hoàng trong cùng một năm. Nghị viện cũng làm điều tương tự như vậy trong một Đạo luật ban hành năm 1397. Trong một tuyên bố sau đó bởi con trai hợp pháp của John xứ Gaunt, Vua Henry IV, cũng công nhận tính hợp pháp của nhà Beaufort, nhưng tuyên bố họ không đủ tư cách để kế vị ngai vàng. Tuy nhiên, nhà Beaufort vẫn giữ quan hệ đồng minh với các hậu duệ khác của Gaunt, những thành viên của Vương tộc Lancaster.
Cháu gái của John Beaufort, Quý bà Margaret Beaufort cưới Edmund Tudor. Tudor là con trai của một vị quan xứ Wales tên là Owain Tudur (được Anh hóa là Owen Tudor) và Catherine của Pháp, góa phụ của Vua Henry V nhà Lancaster. Edmund Tudor và anh chị em của ông hoặc là con ngoài giá thú, hoặc là con của một cuộc hôn nhân bí mật, và tài sản của họ là nhờ thiện chí của anh cùng mẹ khác cha hợp pháp của họ, Vua Henry VI. Khi Vương tộc Lancaster sụp đổ, gia tộc Tudor đã trở thành gia tộc kế tục và thay thế họ.

Vào cuối thế kỷ 15,gia tộc Tudor là hy vọng cuối cùng của những người ủng hộ vương tộc Lancaster. Con trai của Edmund Tudor trở thành vua Henry VII sau khi đánh bại Richard III trong Trận Bosworth vào năm 1485, chiến thắng Chiến tranh Hoa Hồng. Vua Henry cưới Elizabeth of York, con gái của Edward IV, qua đó thống nhất hai gia tộc Lancaster và York.
| Quân chủ                                                          | Chân dung                            | Vương huy                                                                        | Sinh | Kết hôn                                                      | Mất                                             | Cơ sở Lên ngôi                                                         |
| ----------------------------------------------------------------- | ------------------------------------ | -------------------------------------------------------------------------------- | --- | ------------------------------------------------------------ | ----------------------------------------------- | ---------------------------------------------------------------------- |
| Henry VII 22 tháng 8, 1485 – 21 tháng 4, 1509 (23 năm, 243 ngày)  | Henry VII, bởi Michel Sittow, 1505   |                                                                                  | 28 tháng 1, 1457 Lâu đài PembrokeCon trai của Edmund Tudor và Margaret Beaufort | Elizabeth xứ York Tu viện Westminster 18 tháng 1, 1486 8 con | 21 tháng 4, 1509 Cung điện Richmond Thọ 52 tuổi | Chít trai của Edward IIIQuyền Chinh phạtHôn nhân với Elizabeth xứ York |
| Henry VIII 22 tháng 4, 1509 – 28 tháng 1, 1547 (37 năm, 282 ngày) | Henry VIII, bởi Hans Holbein, k.1536 | 28 tháng 6, 1491 Cung điện GreenwichCon trai của Henry VII và Elizabeth xứ York  | (1) Catherine xứ Aragon Greenwich 11 tháng 6, 1509 1 con(2) Anne Boleyn Cung điện Westminster 25 tháng 1, 1533 1 con(3) Jane Seymour Cung điện Whitehall 30 tháng 5, 1536 1 con3 cuộc hôn nhân khác Không con | 28 tháng 11, 1547 Cung điện Whitehall Thọ 55 tuổi            | Con trai của Henry VIIQuyền Kế vị               |                                                                        |
| Edward VI 28 tháng 1, 1547 – 6 tháng 7, 1553 (6 năm, 160 ngày)    | Edward VI, bởi Hans Eworth           | 12 tháng 10, 1537 Cung điện Hampton CourtCon trai của Henry VIII và Jane Seymour | Không kết hôn | 6 tháng 7, 1553 Cung điện Greenwich Thọ 15 tuổi              | Con trai của Henry VIIIQuyền Kế vị              |                                                                        |

|                                                                     | Tranh cãi Edward VI chọn Jane Grey, một người cháu của ông làm người thừa kế theo di nguyện của ông, bỏ qua thứ tự kế vị được đặt ra bởi Nghị viện chiếu theo Đạo luật Kế vị thứ ba. 4 ngày sao cái chết của ông vào ngày 6 tháng 7, 1553, Jane được tuyên bố là tân Nữ vương—người đầu tiên trong số 3 phụ nữ của vương tộc Tudor được tuyên bố là Nữ vương. 9 ngày sau đó, vào ngày 19 tháng 7, Hội đồng Cơ mật thay đổi sự ủng hộ của mình và tuyên bố chị gái cùng cha khác mẹ theo Công giáo của Edward VI là Mary làm Nữ vương. Jane sau đó bị xử tự tội phản quốc. \| Quân chủ \| Chân dung \| Vương huy \| Sinh \| Kết hôn \| Mất \| Cơ sở Lên ngôi \| \| ----------------------------------------------------------------------- \| --------- \| --------- \| --------------------------------------------------------------------- \| ------------------------------------------------------ \| --------------------------------------------------- \| ----------------------------------------- \| \| Jane[63] Cửu nhật nữ vương 10 tháng 7, 1553 – 19 tháng 7, 1553 (9 ngày) \| \| \| 1536 hoặc 1537 Bradgate ParkCon gái của Henry Grey và Frances Brandon \| Guildford Dudley The Strand 21 tháng 5, 1553 Không con \| 12 tháng 2, 1554 Tháp Luân Đôn Bị xử tử năm 17 tuổi \| Chắt gái của Henry VIIMưu kế cho Sự kế vị \| |           |                                                                       |                                                        |                                                     |                                           |
| Quân chủ                                                            | Chân dung | Vương huy | Sinh                                                                  | Kết hôn                                                | Mất                                                 | Cơ sở Lên ngôi                            |
| Jane Cửu nhật nữ vương 10 tháng 7, 1553 – 19 tháng 7, 1553 (9 ngày) | |           | 1536 hoặc 1537 Bradgate ParkCon gái của Henry Grey và Frances Brandon | Guildford Dudley The Strand 21 tháng 5, 1553 Không con | 12 tháng 2, 1554 Tháp Luân Đôn Bị xử tử năm 17 tuổi | Chắt gái của Henry VIIMưu kế cho Sự kế vị |

| Mary I Mary Khát máu 19 tháng 7, 1553 – 17 tháng 11, 1558 (5 năm, 122 ngày) | Mary I, bởi Antonius Mor, 1554 |                                                                                             | 18 tháng 2, 1516 Cung điện GreenwichCon gái của Henry VIII và Catherine xứ Aragon      | Felipe II của Tây Ban Nha Nhà thờ Winchester 25 tháng 7, 1554 Không con | 17 tháng 11, 1558 Cung điện Thánh James Thọ 42 tuổi                            | Con gái của Henry VIIIĐạo luật Kế vị thứ ba |
| (Jure uxoris) Philip Philip Cẩn trọng 25 tháng 7, 1554 – 17 tháng 11, 1558 (4 năm, 116 ngày) | Vua Philip của Anh             | 21 tháng 5, 1527 ValladolidCon trai của Karl V của Thánh chế La Mã và Isabel của Bồ Đào Nha | Mary I của Anh Nhà thờ Winchester 25 tháng 7, 1554 Không con3 cuộc hôn nhân khác 7 con | 13 tháng 9, 1598 El Escorial Thọ 71 tuổi                                | Chồng của Mary IĐạo luật Hôn nhân của Nữ vương Mary với Felipe của Tây Ban Nha |                                             |
| Theo các điều khoản của Hiệp ước Hôn nhân giữa Philip I của Naples (sau này là Philip II của Tây Ban Nha từ ngày 15 tháng 1 năm 1556) và Nữ vương Mary I, Philip được hưởng các tước hiệu của Mary và danh dự miễn là họ vẫn kết hôn. Tất cả các tài liệu chính thức, bao gồm Đạo luật của Nghị viện, phải được ghi ngày tháng với tên của cả hai vợ chồng. Một Đạo luật của Nghị viện đã trao cho ông ta danh hiệu vua và tuyên bố rằng ông sẽ hỗ trợ Nữ vương trong việc quản lý hạnh phúc các vương quốc và lãnh thổ của bà. (mặc dù ở những nơi khác, Đạo luật vẫn nói rằng Mary là "nữ vương duy nhất"). Tuy nhiên, Philip lại vẫn đồng trị vì với vợ của mình. |                                |                                                                                             |                                                                                        |                                                                         |                                                                                |                                             |
| Elizabeth I Nữ vương Đồng trinh 17 tháng 11, 1558 – 24 tháng 3, 1603 (44 năm, 128 ngày) | Elizabeth I, bởi Darnley       |                                                                                             | 7 tháng 9, 1533 Cung điện GreenwichCon gái của Henry VIII và Anne Boleyn               | Không kết hôn                                                           | 24 tháng 3, 1603 Cung điện Richmond Thọ 69 tuổi                                | Con gái của Henry VIIIĐạo luật Kế vị thứ ba |

## Vương tộc Stuart
Cháu họ của Elizabeth I, người đang là Vua James VI của Scotland, kế vị ngai vàng xứ Anh và trở thành James I trong Liên minh vương thất. James có nguồn gốc từ vương tộc Tudor qua cụ của ông, Margaret Tudor, con gái lớn nhất của Henry VII và vợ của James IV of Scotland. Năm 1604, ông tự tuyên bố mình là Vua Anh [King of Great Britain]. Tuy nhiên, hai nghị viện vẫn hoạt động độc lập cho đến Đạo luật Liên minh 1707.
| Quân chủ                                                         | Chân dung                       | Vương huy                                                                        | Sinh | Kết hôn                                                   | Mất                                         | Cơ sở Lên ngôi                        |
| ---------------------------------------------------------------- | ------------------------------- | -------------------------------------------------------------------------------- | --- | --------------------------------------------------------- | ------------------------------------------- | ------------------------------------- |
| James I 24 tháng 3, 1603 – 27 tháng 3, 1625 (22 năm, 4 ngày)     | James I, bởi Paulus van Somer   |                                                                                  | 19 tháng 6, 1566 Lâu đài EdinburghCon trai của Mary I của Scotland, và Henry Stuart, Công tước xứ Albany | Anna của Đan Mạch Oslo 23 tháng 11, 1589 7 con            | 27 tháng 3, 1625 Điện Theobalds Thọ 58 tuổi | Chút trai / Người Kế vị của Henry VII |
| Charles I 27 tháng 3, 1625 – 30 tháng 1, 1649 (23 năm, 310 ngày) | Charles I, bởi Anthony van Dyck | 19 tháng 11, 1600 Cung điện DunfermlineCon trai của James I và Anna của Đan Mạch | Henriette Marie của Pháp Tu viện Thánh St Augustine 13 tháng 6, 1625 9 con                               | 30 tháng 1, 1649 Cung điện Whitehall Bị xử tử năm 48 tuổi | Con trai của James IQuyền Kế vị Mẫu hệ      |                                       |

### Đệ Nhất Cộng hoà Anh
Không có quân chủ nào cai trị sau vụ xủ tử Charles I vài năm 1649. Giữa các năm 1649 và 1653, không có bất kỳ ai giữ vị trí nguyên thủ quốc gia của Anh, khi Anh được quản lý trực tiếp bởi Nghị viện Tàn dư với một Hội đồng Nhà nước Anh phục vụ với vai trò hành pháp trong thời kỳ được biết đến với tên gọi Thịnh vượng chung Anh.

Sau một cuộc đảo chính vào năm 1653, Oliver Cromwell đã trực tiếp kiểm soát Anh từ tay Nghị viện. Ông giải tán Nghị viện Tàn dư với tư cách người đứng đầu lực lượng quân sự và Anh bước vào thời kỳ Bảo hộ, dưới quyền kiểm soát trực tiếp của Cromwell với danh hiệu Bảo hộ công.
| Quân chủ                                                              | Chân dung                | Vương huy                                                                      | Sinh                                                                         | Kết hôn                                             | Mất                                   |
| --------------------------------------------------------------------- | ------------------------ | ------------------------------------------------------------------------------ | ---------------------------------------------------------------------------- | --------------------------------------------------- | ------------------------------------- |
| Oliver Cromwell 16 tháng 12, 1653 – 3 tháng 9, 1658 (4 năm, 262 ngày) | Oliver Cromwell          |                                                                                | 25 tháng 4, 1599 HuntingdonCon trai của Robert Cromwell và Elizabeth Steward | Elizabeth Bourchier St Giles 22 tháng 8, 1620 9 con | 3 tháng 9, 1658 Whitehall Thọ 59 tuổi |
| Richard Cromwell 3 tháng 9, 1658 – 7 tháng 5, 1659 (247 ngày)         | Richard Cromwell, c.1650 | 4 tháng 10, 1626 HuntingdonCon trai của Oliver Cromwell và Elizabeth Bourchier | Dorothy Maijor Tháng 5, 1649 9 con                                           | 12 tháng 7, 1712 Cheshunt Thọ 85 tuổi               |                                       |

Richard Cromwell đã bị Ủy ban An ninh Anh cưỡng chế phế truất vào tháng 5 năm 1659. Xứ Anh khi ấy không có bất kỳ nguyên thủ quốc gia nào. Sau gần một năm vô chính phủ, chế độ quân chủ đã được trung hưng khi Charles II trở về từ Pháp để nhận ngai vàng.

### Vương tộc Stuart (phục vị)
Mặc dù chế độ quân chủ được phục hồi năm 1660, nhưng không ổn định cho tới Cách mạng vinh quang năm 1688 khi Nghị viện cấm người công giáo La Mã lên ngôi.
| Quân chủ                                                                      | Chân dung | Vương huy                                                                                 | Sinh                                                                                            | Kết hôn                                                                  | Mất                                             | Cơ sở Lên ngôi                                              |
| ----------------------------------------------------------------------------- | --------- | ----------------------------------------------------------------------------------------- | ----------------------------------------------------------------------------------------------- | ------------------------------------------------------------------------ | ----------------------------------------------- | ----------------------------------------------------------- |
| Charles II 29 tháng 5, 1660 – 6 tháng 2, 1685 (24 năm, 254 ngày)              |           |                                                                                           | 29 tháng 5, 1630 Cung điện Thánh JamesCon trai của Charles I và Henriette Marie của Pháp        | Catarina Henriqueta của Bồ Đào Nha Portsmouth 21 tháng 5, 1662 Không con | 6 tháng 2, 1685 Cung điện Whitehall Thọ 54 tuổi | Con trai của Charles IQuyền Kế vị Mẫu hệTrung hưng Quân chủ |
| James II 6 tháng 2, 1685 – 23 tháng 12, 1688 (Truất ngôi sau 3 năm, 321 ngày) |           | 14 tháng 10, 1633 Cung điện Thánh JamesCon trai của Charles I và Henriette Marie của Pháp | (1) Anne Hyde The Strand 3 tháng 9, 1660 8 con(2) Maria xứ Modena Dover 21 tháng 11, 1673 7 con | 16 tháng 9, 1701 Lâu đài Saint-Germain-en-Laye Thọ 67 tuổi               | Con trai của Charles IQuyền Kế vị Mẫu hệ        |                                                             |

### Đệ Nhị Cộng hoà Anh
James II bị Nghị viện phế truất chưa đầy 4 năm sau khi lên ngôi, bắt đầu giai đoạn chuyển tiếp thứ hai của thế kỷ. Để giải quyết câu hỏi ai sẽ thay thế vị vua bị phế truất, một Nghị viện Công ước được triệu tập đã bầu chọn con gái của James là Mary II và chồng của bà (cũng là cháu trai gọi ông là cậu) William III làm đồng quân chủ, trong Cách mạng Vinh quang.

### Vương tộc Stuart và Orange
| Quân chủ | Chân dung | Vương huy | Sinh                                                                         | Kết hôn                                                              | Mất                                                | Cơ sở Lên ngôi                                                   |
| --- | --------- | --------- | ---------------------------------------------------------------------------- | -------------------------------------------------------------------- | -------------------------------------------------- | ---------------------------------------------------------------- |
| Mary II 13 tháng 2, 1689 – 28 tháng 12, 1694 (5 năm, 319 ngày)                                                             |           |           | 30 tháng 4, 1662 Cung điện Thánh JamesCon gái của James II và Anne Hyde      | William III của Anh Cung điện Thánh James 4 tháng 11, 1677 Không con | 28 tháng 12, 1694 Cung điện Kensington Thọ 32 tuổi | Con gái của James IIĐược Nghị viện trao Vương miện               |
| William III William xứ Orange 13 tháng 2, 1689 – 8 tháng 3, 1702 (13 năm, 24 ngày)                                         |           |           | 4 tháng 11, 1650 The HagueCon trai của William II xứ Orange and Mary của Anh | Mary II của Anh Cung điện Thánh James 4 tháng 11, 1677 Không con     | 8 tháng 3, 1702 Cung điện Kensington Thọ 51 tuổi   | Cháu trai của Charles IĐược Nghị viện trao Vương miện            |
| Anne I 8 tháng 3, 1702 – 1 tháng 5, 1707 (5 năm, 55 ngày) (Nữ vương Vương quốc Anh đến 1 tháng 8, 1714) (12 năm, 147 ngày) |           |           | 6 tháng 2, 1665 Cung điện Thánh JamesCon gái của James II và Anne Hyde       | Jørgen của Đan Mạch Cung điện Thánh James 28 tháng 7, 1683 3 con     | 1 tháng 8, 1714 Cung điện Kensington Thọ 49 tuổi   | Con gái của James IIQuyền Kế vị Mẫu hệTuyên ngôn Nhân quyền 1689 |

Trong khi James và các hậu duệ của mình tiếp tục tuyên bố với Ngai vàng, tất cả các tín đồ Công giáo (như James và con trai mình là Charles) đã bị cấm lên ngôi chiếu theo Đạo luật Dàn xếp 1701, ban hành bởi Anne, em gái theo Tin lành của James.
Với Đạo luật Liên minh 1707,  Anh [England] với tư cách là một quốc gia có chủ quyền chính thức kết thúc, được thay thế bởi Vương quốc Anh mới; xem Danh sách quân chủ Liên hiệp Anh.

## Đạo luật Liên minh 1707
Đạo luật Liên minh 1707 thựuc ra là 2 đạo luật nghị viện khác nhau được thông qua trong các năm 1706 và 1707 bởi Nghị viện xứ Anh và Nghị viện Scotland để hiệu lực hóa Hiệp ước Liên minh được ký kết vào ngày 22 tháng 7, 1706. Đạo luật kết hợp Vương quốc Anh [Kingdom of England] và Vương quốc Scotland (trước đây là 2 quốc gia có chủ quyền riêng biệt, với hai cơ quan lập pháp riêng biệt nhưng chung một quân chủ từ thời James VII và I) và tạo thành Vương quốc Anh mới [Kingdom of Great Britain].
Anh [England], Scotland và Ireland đã có chung một quân chủ trong hơn 100 năm, từ Liên minh vương thất vào năm 1603, khi Vua James VI của Scotland kế vị ngai vàng xứ Anh và Ireland từ bà họ của mình, Nữ vương Elizabeth I. Mặc dù được mô tả là một Liên minh vương thất, nhưng thực tế cho đến năm 1707, hai vương thất riêng biệt mới chính thức được kết hợp làm một.
Đã có những nỗ lực vào năm 1606, 1667 và 1689 nhằm thống nhất Anh và Scotland bằng Đạo luật của Nghị viện nhưng phải đến đầu thế kỷ 18, ý tưởng này mới nhận được sự ủng hộ của cả hai thể chế chính trị đằng sau nó, mặc dù vì những lý do khá khác nhau.

### Chung
1. ↑  Æthelred bị lưu đày vào giữa năm 1013, theo sau các cuộc tấn công của người Đan Mạch, nhưng được mời trở lại ngai vàng sau cái chết của Sweyn Forkbeard vào năm 1014.[15]
2. ↑  Harold chỉ được công nhận là Nhiếp chính cho đến năm 1037, khi ông được công nhận là vua.[22]
3. ↑  Sau khi trị vì được khoảng 9 tuần, Edgar Atheling quy phục William I, người đã giành được quyền kiểm soát khu vực phía nam và phía tây London.[26]
4. 1 2  Mẹ của Edward là Emma xứ Normandie và ông nội của William là Richard II, Công tước xứ Normandy là hai anh em, họ đều là con của Richard I xứ Normandie
5. ↑  Đôi khi William Con hoang
6. ↑  Matilda không được liệt kê là một vị quân chủ xứ Anh trong nhiều phả hệ trong các văn bản, bao gồm cả Carpenter, David (2003). A Struggle for Mastery. tr. 533.; Warren, W.L. (1973). Henry II. Berkeley. tr. 176. ISBN 9780520022829.; and Gillingham, John (1984). The Angevin Empire. tr. x..
7. ↑  Ngày mất của Edward II bị tranh cãi bởi sử gia Ian Mortimer, người lập luận rằng ông có thể không bị sát hại mà bị giam cầm ở châu Âu trong vài năm nữa.[46]
8. ↑  Edward V bị Richard III phế truất, người đã soán ngôi với lý do Edward là con ngoài giá thú. Ông chưa bao giờ được trao vương miện.[54]
9. ↑  Edward Hall và Raphael Holinshed đều ghi lại một đám cưới bí mật trước đó giữa Henry và Anne, được tiến hành tại Dover vào ngày 15 tháng 11 năm 1532.
10. ↑  Bà ngoại của Grey là Mary Tudor, là em gái ruột của Vua Henry VIII, bố của Edward VI
11. ↑  Philip không có ý định trở thành một người phối ngẫu đơn thuần; đúng hơn, ông muốn trở thành đồng quân vương với vợ của mình là Mary I.  Tuy nhiên, mức độ quyền lực và địa vị của ông không rõ ràng. Đạo luật đã trao cho ông ta danh hiệu vua và tuyên bố rằng ông sẽ hỗ trợ Nữ vương trong việc quản lý hạnh phúc các vương quốc và lãnh thổ của bà, nhưng ở những nơi khác lại nói rằng Mary sẽ là Nữ vương duy nhất.
12. ↑  Vua Philip đồng cai trị với vợ của mình, tuy nhiên vua Philip lại không biết tiếng Anh vì vậy đã ra lệnh tất cả các vấn đề quốc gia đều được thực hiện bằng tiếng Latin và tiếng Tây Ban Nha.[65][67] Tiền xu được đúc có hình của cả Mary và Philip, và Quốc huy Anh có cả biểu tượng cá nhân của Philip để biểu thị triều đại chung của họ.[68] Các đạo luật đã được thông qua ở Anh và ở Ireland rằng bất kỳ ai từ chối Philip với tư cách là một vị vua sẽ bị kết tội phản quốc. .[69]

### Ngày đăng quang
1. ↑  William I đăng quang vào ngày 3 tháng 4, 1066
2. ↑  William II đăng quang vào ngày 26 tháng 9, 1087.
3. ↑  Henry I đăng quang vào ngày 5 tháng 8, 1100.
4. ↑  Stephen đăng quang vào ngày 22 tháng 12, 1135.
5. ↑  Henry II đăng quang vào ngày 19 tháng 12, 1154 với vương hậu của mình, Aliénor xứ Aquitaine.
6. ↑  Richard I đăng quang vào ngày 3 tháng 9, 1189.
7. ↑  John đăng quang vào ngày 27 tháng 5, 1199.
8. ↑  Henry III đăng quang vào ngày 28 tháng 10, 1216.
9. ↑  Edward I đăng quang vào ngày 19 tháng 8, 1274 với Vương hậu Eleanor.
10. ↑  Edward II đăng quang vào ngày 25 tháng 2, 1308 với Isabelle của Pháp và Navarra.
11. ↑  Edward III đăng quanng vào ngày 1 tháng 2, 1327.
12. ↑  Richard II đăng quang vào ngày 16 tháng 7, 1377.
13. ↑  Henry IV đăng quang vào ngày 13 tháng 10, 1399.
14. ↑  Henry V đăng quang vào ngày 9 tháng 4, 1413.
15. ↑  Henry VI đăng quang vào ngày 6 tháng 11, 1429.
16. ↑  Edward IV đăng quang vào ngày 28 tháng 6, 1461.
17. ↑  Richard III đăng quang vào ngày 6 tháng 7, 1483 với Vương hậu Anne.
18. ↑  Henry VII đăng quang vào ngày 30 tháng 10, 1485.
19. ↑  Henry VIII đăng quang vào ngày 24 tháng 6, 1509 với Vương hậu Catherine.
20. ↑  Edward VI đăng quang vào ngày 20 tháng 2, 1547.
21. ↑  Mary I đăng quang vào ngày 1 tháng 10, 1553.
22. ↑  Elizabeth I đăng quang vào ngày 15 tháng 1, 1559.
23. ↑  James I đăng quang vào ngày 25 tháng 7, 1603 với Vương hậu Anne.
24. ↑  Charles I đăng quang vào ngày 2 tháng 2, 1626.
25. ↑  Charles II đăng quang vào ngày 23 tháng 4, 1661 nhưng đã được công nhận làm vua trước đó bởi phe bảo hoàng vào năm 1649.
26. ↑  James II đăng quang vào ngày 23 tháng 4, 1685 với Vương hậu Mary.
27. 1 2  Mary II và William III đồng đăng quang vào ngày 11 tháng 4, 1689.
28. ↑  Anne đăng quang vào ngày 23 tháng 4, 1702.

### Nơi chôn cất
1. ↑  Ælfweard được chôn cất tại Winchester.[8]
2. ↑  William I được chôn cất tại Tu viện Saint-Étienne (tiếng Pháp: Abbaye aux Hommes) ở Pháp.
3. ↑  Henry I được chân cất tại Tu viện Reading.
4. ↑  Henry II được chôn cất tại Tu viện Fontevraud.
5. ↑  Richard I được chôn cất tại Nhà thờ Rouen. Thi hài của ông hiện được đặt tại Tu viện Fontevraud.
6. ↑  John được chôn cất tại Nhà thờ Worcester.
7. ↑  Thi hài của Richard III được khai quật và cải táng tại Nhà thờ Leicester vào năm 2015.